# Stanisław Chiliński
Stanisław Chiliński (ur. 31 lipca 1956 w Stroniu Śląskim, zm. 8 listopada 2024) – zapaśnik, trener, olimpijczyk z Moskwy 1980.
Występował w wadze lekkiej. Na Igrzyskach olimpijskich w 1980 w Moskwie przegrał w 3. rundzie ostatecznie zajmując 12. miejsce.

## Osiągnięcia
- 1976 – 1. miejsce na mistrzostwach Europy juniorów
- 1977 – 1. miejsce w mistrzostwach Polski
- 1978 – 1. miejsce w mistrzostwach Polski
- 1979 – 1. miejsce w mistrzostwach Polski
- 1979 – 5. miejsce na mistrzostwach świata
- 1980 – 3. miejsce na mistrzostwach Europy
- 1981 – 1. miejsce w mistrzostwach Polski